# 紫衣貴族安娜

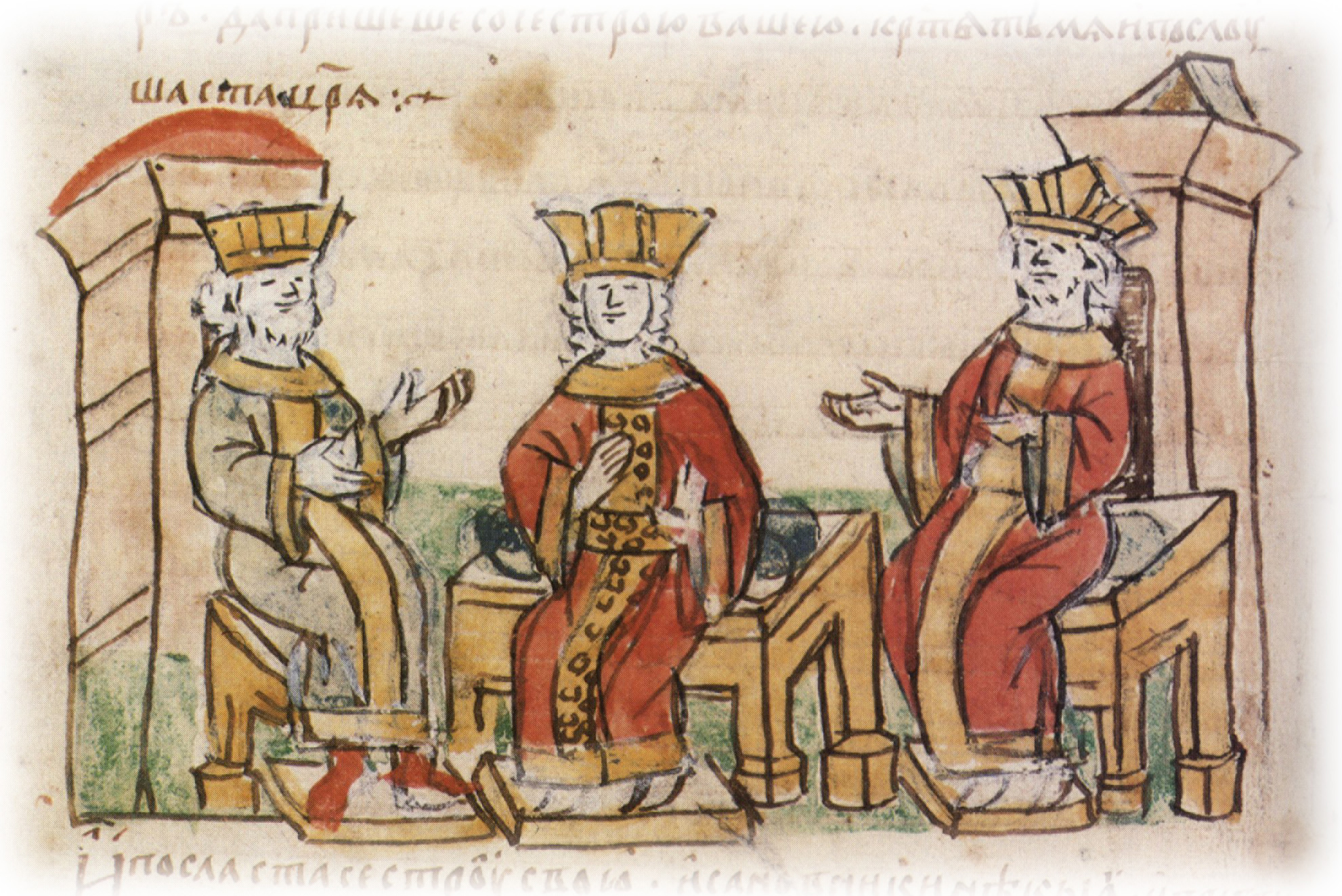
巴西尔二世和君士坦丁八世说服安娜嫁给弗拉基米尔

紫衣貴族安娜（羅馬化：Anna Porphyrogennētē；963年3月13日—1011年）基辅羅斯的一位的女大公。她生於君士坦丁堡，成年後嫁给了弗拉基米尔大帝。
安娜是東羅馬皇帝羅曼努斯二世和皇后賽奥法诺的女儿。她也是保加爾人屠夫巴西尔二世和君士坦丁八世的妹妹。安娜是紫衣貴族，一个合法的王室女儿。安娜的背景被视为如此珍贵，以至于有人认为弗拉基米尔受洗成为基督徒只是为了娶她。
安娜不想嫁给弗拉基米尔，在去参加婚礼的路上表达了深深的痛苦。拜占庭的宗教习俗给弗拉基米尔留下了深刻的印象。这个因素，连同他与安娜的婚姻，导致他决定皈依东方基督教。由于这两个因素，他也开始将他的王国基督教化。通过与大公弗拉基米尔的婚姻，安娜成为了基辅的女大公，後世她被称为女王或沙皇，这可能是她成为拜占庭帝国成员的标志。安娜积极参与了罗斯的基督教化：她担任弗拉基米尔的宗教顾问，并创办了一些修道院和教堂。目前尚不清楚她是否是弗拉基米尔任何孩子的亲生母亲，尽管一些学者指出证据表明她和弗拉基米尔可能有多达三个孩子。法国历史学家让-皮埃尔·阿里尼翁认为智者雅罗斯拉夫实际上是安娜的儿子，因为这可以解释他在1043年干涉拜占庭事务。1939-1940年对雅罗斯拉夫遗体进行的研究证实了这一观点，歷史學家因而得以證實他是弗拉基米尔最小的孩子之一（他的估计出生日期为986年）。